# Frydrychów
Frydrychów, německy Friedrichseck a dříve polsky Miechowice, je vesnice ve gmině Paczków v okrese Nysa v Opolském vojvodství v jižním Polsku. Nachází se také u přehradní hráze Otmuchovského jezera v mezoregionu Obniżenie Otmuchowskie a v Horním Slezsku.

## Historie a popis
Před rokem 1810 byl Frydrychów majetkem Arcidiecéze vratislavské, pak se v důsledku sekularizace Pruska stal majetkem státu. V roce 1817 je Frydrychów darován známému německému polyhistorovi a vědci Friedrichu Heinrichu Alexandru von Humboldtovi (1769–1859), který zde postavil malý zámeček. Před rokem 2024 byla obec osadou sousední vesnice Ścibórz. Před rokem 1945 se vesnice jmenovala Friedrichseck. Po druhé světové válce dostala název Miechowice, ale místní ji nazývali Frydrychów. Na nátlak místních obyvatel byla obec v roce 2006 přejmenována na Frydrychów. V roce 2008 získal Frydrychów statut sołectva, dříve byl součástí sołectva Ścibórz.

## Zajímavosti
- Kostel
- Otmuchovská přehradní nádrž
- Palác Frydrychów z poloviny 19. století
- palác ve stylu neobaroka postavený v letech 1910-1920
- Park Frydrychów

## Galerie

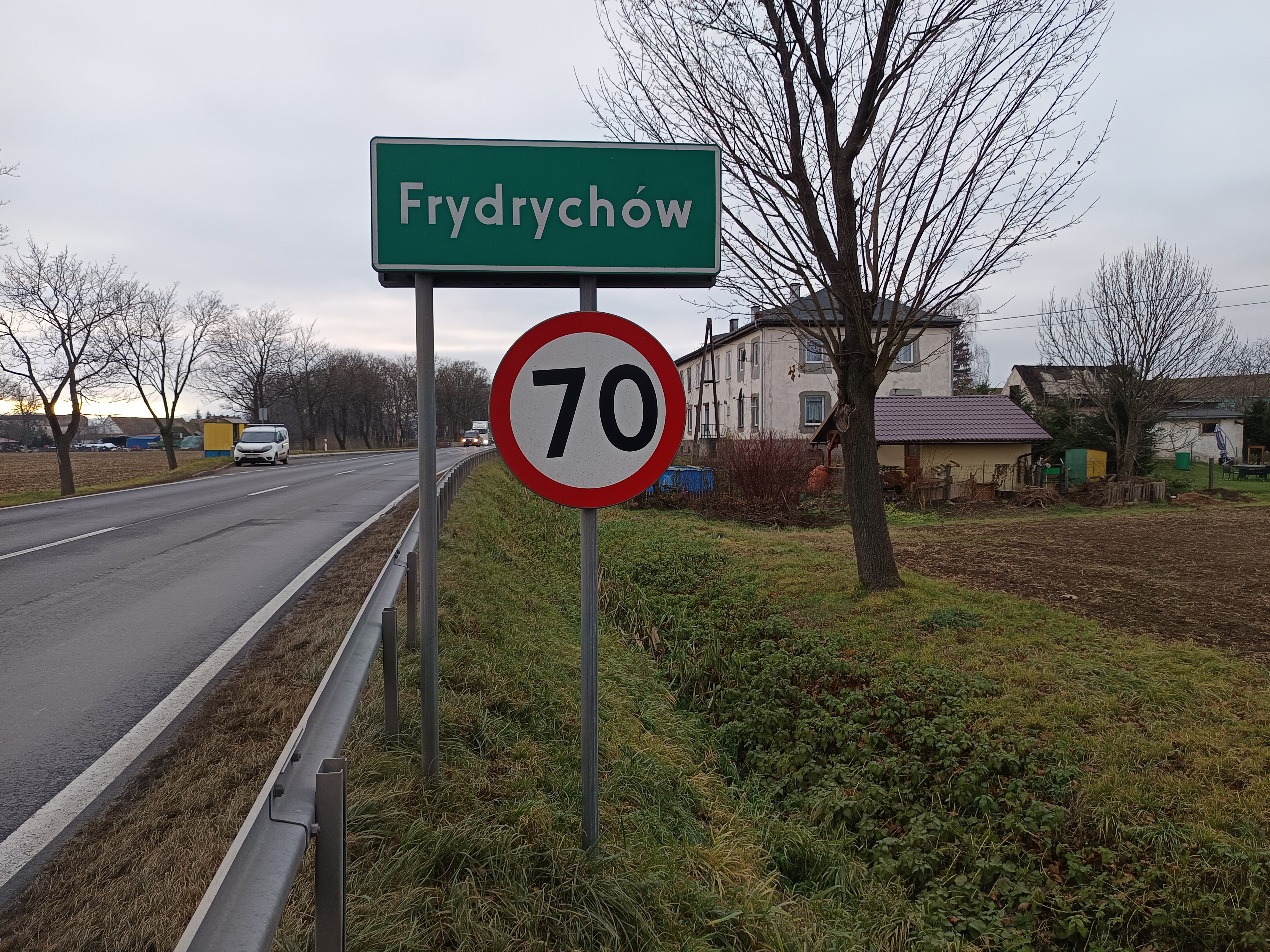
Vjezd do vesnice
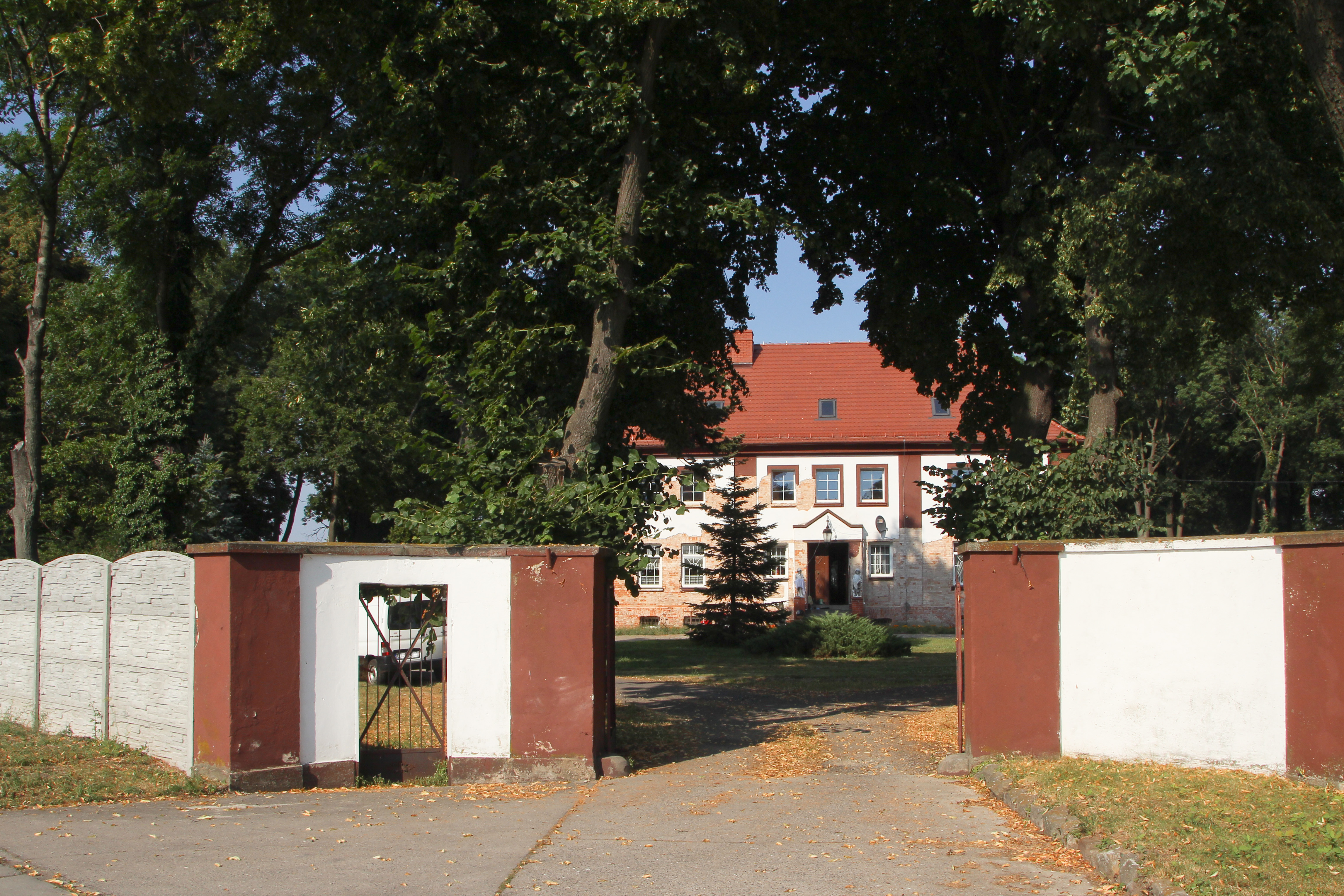
Palác v roce 2013
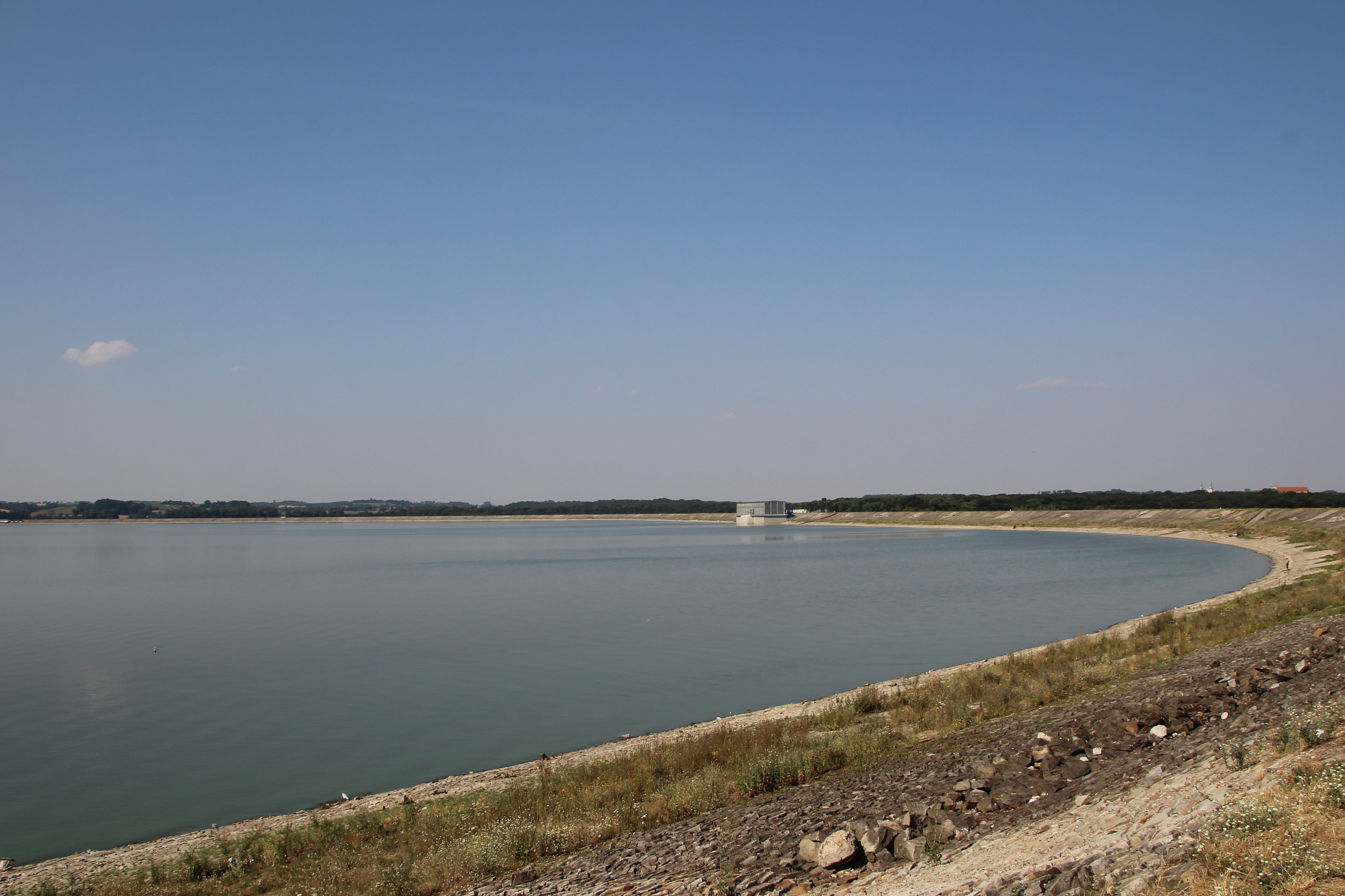
Výhled na Otmuchovskou přehradní nádrž